# 張哲夫
張 哲夫（チャン・チョルブ、장철부）は大韓民国の軍人。本名は金秉元（김병원）。創氏改名による日本名は金海秉元。平壌金氏。朝鮮戦争で騎兵大隊を指揮した。

## 経歴
1921年3月、平安北道龍川郡東下面に生まれる。1941年3月に五山中学校を卒業し、翌年に日本の中央大学に入学する。1944年1月、在学中に学徒出陣して中国に展開していた第65師団歩兵第71旅団隷下の独立歩兵第57大隊に配属されるも、脱走を繰り返し、1944年7月14日に河南省信陽で2度目の脱走に成功、光復軍第1支隊第1区隊に入隊した。第1区隊で活動中に張哲夫に改名。金九の推薦で中央陸軍軍官学校に入学。第1総隊騎兵独立第1隊に配属。1946年12月25日、第20期騎兵科卒業。
1947年、帰国。1948年4月6日、警備士官学校第5期卒業。教官、区隊長、小隊長などを歴任し、1950年に機甲連隊（連隊長：劉興守大領）隷下の第2騎兵大隊長となっていた。朝鮮戦争が勃発すると多くの戦果を挙げるが、清松-慶州間の戦闘で第766独立歩兵連隊と交戦の折、8月4日に大隊指揮所を包囲され自決した。
死後、中領（中佐）に特進。独立運動に寄与した功績で、1977年に大統領表彰、1990年に建国勲章愛族章を追叙された。2002年8月、戦争記念館が「8月の護国人物」に選定。